# توکوسی‌ری
توکوسی‌ری (به ژاپنی: 徳政令) فرمانی بود که در طی دوره کاماکورا و دوره موروماچی در ژاپن از طرف دربار سلطنتی و شوگون به رباخواران (دوزو‌ها) ابلاغ می‌شد. بر طبق این دستور رباخواران موظف می‌شدند که وثیقه‌های از قبیل، زمین، اشیای با ارزش یا کالاهایی که با بهره زیاد به اشخاص قرض داده بودند را آزاد کرده و به صاحبان آن بازگردانند.
اولین فرمان توکوسی‌ری، ای‌این توکوسی‌ری نام دارد و در سال پنجم ای‌این، برابر با مارس ۱۲۹۷ میلادی، در دوره کاماکورا و در زمان فرمانروایی شیکّن نهم، هوجو ساداتوکی صادر شد. این فرمان سه ماده دارد:
- در مواردی که دادگاه برپا شده‌است. شکایت دوباره طرفی که در دادگاه بازنده شده، ممنوع است.
- خرید و فروش زمینی که گوکه‌نین (سامورایی) به وثیقه گذاشته‌است ممنوع است.
  - در صورتیکه قبل از این فرمان خرید و فروش زمین وثیقه گذاشته شده انجام شده باشد، زمین می‌باید به صاحب اصلی آن بازگردانده شود اما در صورتیکه از خرید و فروش قانونی بیش از بیست سال گذشته باشد ملک در تملک خریدار باقی خواهد ماند.
  - زمینی که از مردم عادی و غیر سامورایی به عنوان وثیقه گرفته شده باشد بدون در نظر گرفتن که چه مدت قبل این اقدام صورت گرفته‌است باید به صاحب اصلی آن بازگردانده شود.
- در دعوای مابین بدهکار و طلبکار دعوی قضایی اجرا نمی‌شود.